# 373e division d'infanterie
Pour les articles homonymes, voir 373e division.
La 373e division d'infanterie (croate) (en allemand : 373. Infanterie-Division (kroat.) ou 373. ID; en croate 392. (hrvatska) pješačka divizija) est une des trois divisions d'infanterie croates de la Wehrmacht, avec les 369e et 392e divisions d'infanterie, unité mixtes composée de cadres allemands, de volontaires de l'État indépendant de Croatie et des reliquats de la Kroatischen Ausbildungs Brigade.

## Historique
La 373. Infanterie-Divisions (kroat.) est inscrite le 6 janvier 1943 aux cahiers d'effectifs de la Wehrmacht (elle ne sera constitué sur le terrain que le 15 janvier 1943).
Les effectifs de la division sont issus du 369 Kroatische-Ersatz-Regiment (unité reliquat de la 369. Infanterie-Division (kroat.)) et des bataillons I, II, III & IV de la 7 Kroatischen-Gebigs-Brigade ainsi que  personnel allemand; contrairement à la 369.ID, les cadres sont allemands et les hommes du rang croates.
En automne 1944, à la suite du grand nombre de pertes subies, la 2. Kroatischen-Jägerbrigade renforcera la division en tant que troisième régiment de celle-ci.
En juillet de la même année, la division sera renforcée d'une unité de génie de construction et démolition composée de volontaires italiens (le 373. Bau-Abteilungs), issue de l'Armée Républicaine Italienne.
La division ne sera, a priori, jamais sous commandement de la Waffen-SS.
Les survivants de la division déposeront les armes face aux Soviétiques, à Rakari (Serbie).

## Théâtres d'opérations

### Théâtres d’opérations
| Date                      | Corp                             | Armée          | Heeresgruppe   | Secteur d'opération             |
| ------------------------- | -------------------------------- | -------------- | -------------- | ------------------------------- |
| Février - Août 1943       | Befehlshaber der Dt. in Kroatien |                | Heeresgruppe E | Banja Luka (Bosnie-Herzégovine) |
| Septembre 1943 - Mai 1944 | XV. Armeekorps                   | 2. Panzerarmee | Heeresgruppe F | Banja Luka (Bosnie-Herzégovine) |
| Juin - Juillet 1944       | LXIX. Armeekorps                 | 2. Panzerarmee | Heeresgruppe F | Drvar (Bosnie-Herzégovine)      |
| Août - Décembre 1944      | XV. Armeekorps                   | 2. Panzerarmee | Heeresgruppe F | Knin (Croatie)                  |
| Janvier - Mars 1945       | XV. Armeekorps                   |                | Heeresgruppe E | Bihać (Bosnie-Herzégovine)      |
| Mars - Mai 1945           | XV. Armeekorps                   |                | Heeresgruppe E | Sisak (Croatie)                 |

## Ordre de marche et dénominations successive
La division est basée sur le model du Kriegsstärkenachweisung (Ktsn) type 1944.
Elle comprend, de façon théorique 11 482 soldats (soit: 2 488 cadres allemands, 8 612 soldats croates, et 382 soldats italiens du génie)
| Unité                                          | Date          | Bat./Rgt.                                                               | Division                          | Corp | Heeresgruppe | Wehrkreis      | Garnison               | Ordre de marche                  | Effectifs théorique      |
| ---------------------------------------------- | ------------- | ----------------------------------------------------------------------- | --------------------------------- | ---- | ------------ | -------------- | ---------------------- | -------------------------------- | ------------------------ |
| 373. Infanterie-Division (kroat.)              | 06/01/1943    |                                                                         |                                   |      |              | Wehrkreis XVII | Döllersheim (Autriche) | 383.GR, 384.GR, 373.AR           | 11 482                   |
| 383. Grenadier-Regiment (kroat.)               | 15/01/1943    | ← 369 Kroatische-Ersatz-Regiment                                        | 373. Infanterie-Division (kroat.) |      |              | Wehrkreis XVII | Döllersheim (Autriche) | I. 1-4, II. 5-8, III. 9-12,13,14 | 2 840                    |
| - 383. Grenadier-Regiment (kroat.)             | 15/01/1943    | ← I. & II.Infanterie-Batalion / 7 Kroatische-Gebirgs-Brigade            | 373. Infanterie-Division (kroat.) |      |              | Wehrkreis XVII | Döllersheim (Autriche) | I. 1-4, II. 5-8, III. 9-12,13,14 | 2 840                    |
| - 383. Grenadier-Regiment (kroat.)             | Mars 1943     | → Kroatischen Ausbildungs Brigade                                       |                                   |      |              | Wehrkreis XVII | Stockerau (Autriche)   | I. 1-4, II. 5-8, III. 9-12,13,14 | 2 840                    |
| 384. Grenadier-Regiment (kroat.)               | 15/01/1943    | ← 369 Kroatische-Ersatz-Regiment                                        | 373. Infanterie-Division (kroat.) |      |              | Wehrkreis XVII | Döllersheim (Autriche) | I. 1-4, II. 5-8, III. 9-12,13,14 | 2 840                    |
| - 384. Grenadier-Regiment (kroat.)             | 15/01/1943    | ← III. & IV.Infanterie-Batalion / 7 Kroatische-Gebirgs-Brigade          | 373. Infanterie-Division (kroat.) |      |              | Wehrkreis XVII | Döllersheim (Autriche) | I. 1-4, II. 5-8, III. 9-12,13,14 | 2 840                    |
| - 384. Grenadier-Regiment (kroat.)             | Mars 1943     | → Kroatischen Ausbildungs Brigade                                       |                                   |      |              | Wehrkreis XVII | Stockerau (Autriche)   | I. 1-4, II. 5-8, III. 9-12,13,14 | 2 840                    |
| 373. Artillerie-Regiment (kroat.)              | 15/01/1943    | ←369 Kroatische-Ersatz-Regiment                                         | 373. Infanterie-Division (kroat.) |      |              | Wehrkreis XVII | Döllersheim (Autriche) | I. 1-3, II. 4-6, III.(s) 7-8     | 1 592                    |
| - 373. Artillerie-Regiment (kroat.)            | Mars 1943     | → Kroatischen Ausbildungs Brigade                                       |                                   |      |              | Wehrkreis XVII | Stockerau (Autriche)   | I. 1-3, II. 4-6, III.(s) 7-8     | 1 592                    |
| 373. Panzerjäger-Abteilungs (kroat.)           | Hiver 1942/43 | ← III. & IV.PanzerJäger-Kompanie / 373. Aufklärungs.Abteilungs (kroat.) | 373. Infanterie-Division (kroat.) |      |              | Wehrkreis XVII |                        | I. 1-2                           | 272                      |
| 373. Aufklärungs-Abteilungs (kroat.)           | 15/01/1943    | ← 369 Kroatische-Ersatz-Regiment                                        | 373. Infanterie Division (kroat.) |      |              | Wehrkreis XVII | Döllersheim (Autriche) | I. 1-2, II. 3-4                  | 632                      |
| - 373. Aufklärungs-Abteilungs (kroat.)         | 29/04/1943    | → Kroatischen Ausbildungs Brigade                                       |                                   |      |              | Wehrkreis XVII | Stockerau (Autriche)   |                                  | 632                      |
| 373. Rahdfahr-Abteilungs (kroat.)              | Hiver 1942/43 | ←373. Aufklärungs.Abteilungs (kroat.)                                   | 373. Infanterie-Division (kroat.) |      |              | Wehrkreis XVII |                        | I. 1-3                           | 540                      |
| 373. Pionier-Batalion (kroat.)                 | 15/01/1943    | ←369 Kroatische-Ersatz-Regiment                                         | 373. Infanterie-Division (kroat.) |      |              | Wehrkreis XVII | Döllersheim (Autriche) | I. 1-3                           | 1 146                    |
| 373. Feldersatz-Batalion (kroat.)              | Été 1943      |                                                                         | 373. Infanterie-Division (kroat.) |      |              | Wehrkreis XVII | Döllersheim (Autriche) | I. 1-5                           | 743                      |
| - 373. Feldersatz-Batalion (kroat.)            | 1944          |                                                                         | 373. Infanterie-Division (kroat.) |      |              | Wehrkreis XVII | Döllersheim (Autriche) | I. 1-4                           | 586                      |
| 373. Inf.Div.Nachrichten-Abteilungs (kroat.)   | 15/01/1943    | ← 369 Kroatische-Ersatz-Regiment                                        | 373. Infanterie-Division (kroat.) |      |              | Wehrkreis XVII | Döllersheim (Autriche) |                                  | 440                      |
| - 373. Inf.Div.Nachrichten-Abteilungs (kroat.) | Mars 1943     | → Kroatischen Ausbildungs Brigade                                       |                                   |      |              | Wehrkreis XVII | Stockerau (Autriche)   |                                  | 440                      |
| Kdr. der Inf.Div.Naschubtruppen 373 (kroat.)   | 15/01/1943    | → 373. Div.Versorgungs-Regiment (kroat.)                                | 373. Infanterie-Division (kroat.) |      |              | Wehrkreis XVII | Döllersheim (Autriche) |                                  | 55 (Personnel allemands) |
| 373. Div.Versorgungs-Regiment (kroat.)         | 01/09/1944    | → Kroatischen Ausbildungs Brigade                                       |                                   |      |              | Wehrkreis XVII | Stockerau (Autriche)   |                                  | 55 (Personnel allemands) |
| 373. Bau-Abteilungs                            | Juillet 1944  | ←Italianisches Republik.Armee                                           |                                   |      |              |                |                        | I. 1-2                           | 382 (Personnel italiens) |